# Torii Kiyonaga
Torii Kiyonaga (鳥居 清長?; Edo, 1752 – Edo, 28 giugno 1815) è stato un artista giapponese ukiyo-e della scuola Torii.

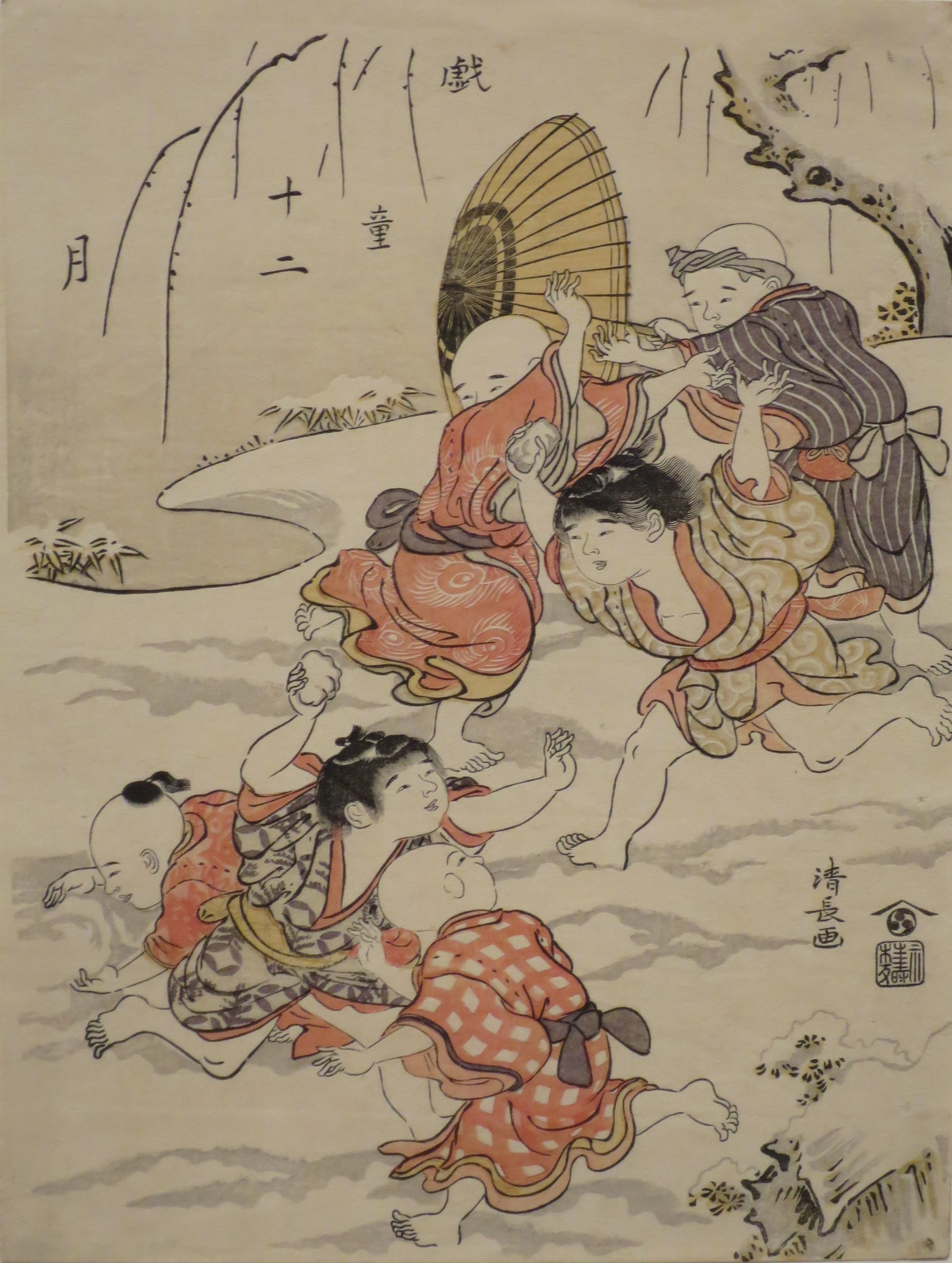
Battaglia di palle di neve, di Torii Kiyonaga, dalla serie Bambini al gioco in dodici mesi, 1787, stampa su blocco di legno, Museo di arte di Honolulu, accessione 15966

Donne al bagno

Nato Sekiguchi Shinsuke, figlio di un libraio di Edo, prese il nome d'arte di Torii Kiyonaga. Sebbene non imparentato biologicamente con la famiglia Torii, divenne capo del gruppo dopo la morte del suo padre adottivo e maestro Torii Kiyomitsu.
Il maestro Kiyomitsu morì nel 1785; dal momento che suo figlio morì giovane, e Kiyotsune, più anziano di Kiyonaga, era un artista memo promettente, Kiyonaga fu la scelta ovvia per succedere a Kiyomitsu alla guida della scuola Torii. Tuttavia, egli ritardò questo per due anni, probabilmente dedicando tempo al suo bijin-ga e rendendosi conto dell'immensa responsabilità che sarebbe caduta sulle sue spalle una volta divenuto figura di riferimento della scuola. Così, nel 1787, cominciò a organizzare la produzione di cartelli pubblicitari del kabuki e simili, sui quali la sua scuola aveva un semi-monopolio. Cominciò anche ad addestrare il nipote di Kiyomitsu, Torii Kiyomine, suo successore designato.

## Carriera artistica

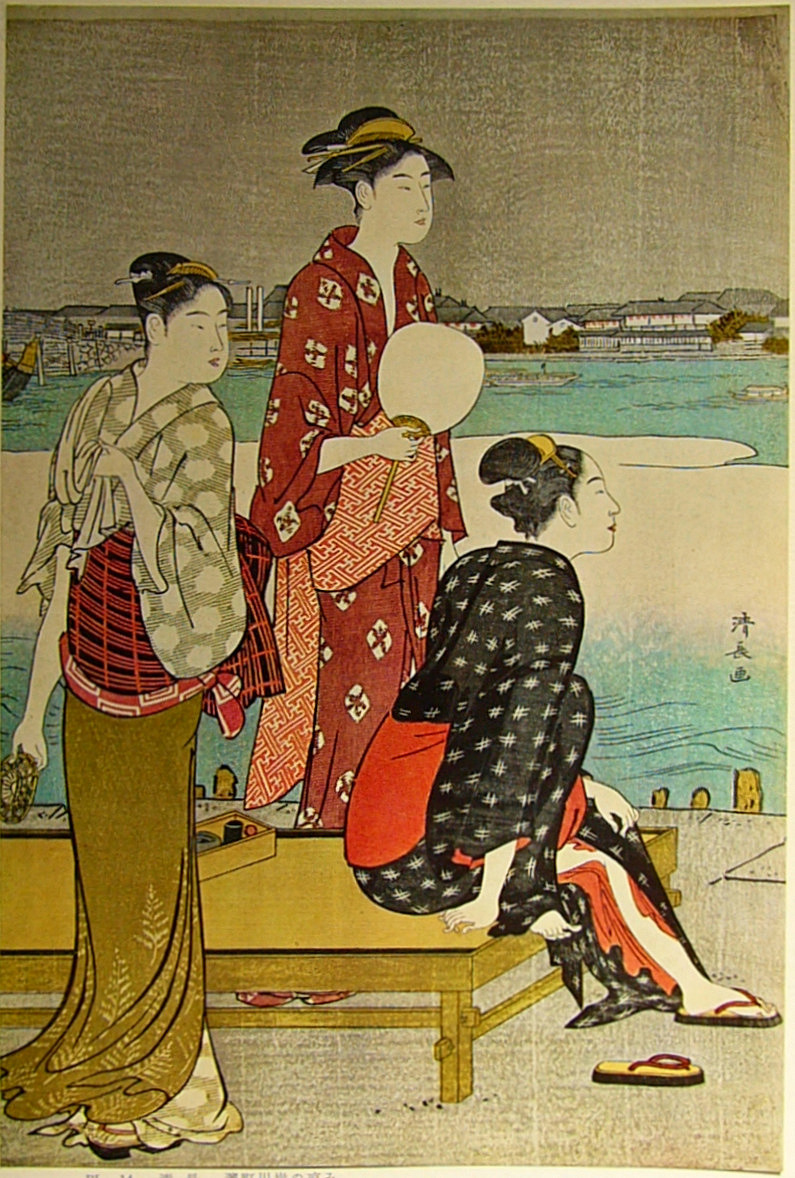
Rinfrescandosi in riva al fiume

Kiyonaga è considerato uno dei grandi maestri della stampa a colori nishiki-e e del bijin-ga, immagini di cortigiane e altre belle donne. Come la maggior parte degli artisti ukiyo-e, tuttavia, produsse anche numerose stampe e dipinti che raffiguravano attori del Kabuki e soggetti correlati, molti di essi materiali promozionali per i teatri. Produsse inoltre molte shunga, o immagini erotiche.
Nel campo del bijin-ga, solo le opere di Suzuki Harunobu e di una manciata di altri sono generalmente ritenute comparabili a quelle di Kiyonaga. Kiyonaga produsse moltissime stampe bijin-ga negli anni 1780, e questo è considerato generalmente come il suo punto alto, il che è particolarmente vero perché finì di fare quasi interamente arte all'inizio degli anni 1790. Alcuni studiosi sottolineano come la bellezza dei suoi dipinti sia particolarmente eccezionale dato il suo retaggio e la sua educazione da persona comune. Adottato nella famiglia Torii, il padre biologico di Kiyonaga era il proprietario di numerosi immobili vicino a un mercato di pesce; anche se può darsi che la sua famiglia non fosse particolarmente povera, non era certamente cresciuto in un ambiente di alta cultura. Intanto, artisti contemporanei della classe dei samurai, che ci si sarebbe aspettato avessero un migliore senso innato dell'estetica e dettagli della cultura aristocratica, producevano immagini assai probabilmente inferiori a quelle di Kiyonaga.
Le donne nelle stampe di Kiyonaga sono spesso descritte che sembrano più piene e mature di quelle del suo predecessore Harunobu, le cui stampe spesso ritraggono donne che sembrano più giovani e più sottili. Benché questo sia spiegato in primo luogo da una differenza di stili personali, viene in parte anche dall'uso da parte di Kiyonaga di fogli di carta più grandi (ōban, piuttosto che chūban o hosoban). Inoltre, una grande proporzione dell'opera di Kiyonaga è in forma di dittico o di trittico, facendo sembrare l'opera complessivamente più grande e più impressionante.
Proprio come si può dire che Kiyonaga abbia sostituito l'anteriore Harunobu come il più popolare artista bijinga del suo tempo, così si può dire che Kiyonaga sia stato sostituito da Utamaro, le cui donne sono ancora più piene e più mature di quelle del primo.
Nel 1782, Kiyonaga incomincia a realizzare anche degli ehon, come l'“Ehon muchibukuro”, un volume, composto da tre stampe a pagina singola e dieci a doppia pagina, tutte rigorosamente colorate, di genere sogamono. Poi nel 1787 iniziò non solo a organizzare la produzione di stampe per il kabuki, ma pure la formazione di Torii Kiyomine.
Le stampe Kabuki di Kiyonaga, che raffigurano scene sul palco e simili, mostrano una grande attenzione al dettaglio, e cercano di rappresentare scene reali del Kabuki, piuttosto che versioni idealizzate. C'è qualcosa di molto semplice in gran parte delle sue raffigurazioni, che mostrano che quelli raffigurati sono in realtà attori e non i personaggi idealizzati che rappresentano; tuttavia, egli non fece il salto di ritrarre le caratteristiche e le personalità individuali degli attori come fecero altri artisti (inclusa la scuola Katsukawa). Alcuni studiosi etichettano il suo stile come un importante stadio intermedio che conduce allo stile ampolloso, eppure realistico, di Sharaku.

## In filatelia
Le opere di Kiyonaga sono state presentate molte volte in francobolli commemorativi emessi dalle poste giapponesi:
- 1958 Settimana filatelica
- 1982 Settimana filatelica (coppia abbinata)
- 2003 Emissione commemorativa del 250º anniversario della nascita di Kiyonaga